# بازار قصر البلدية

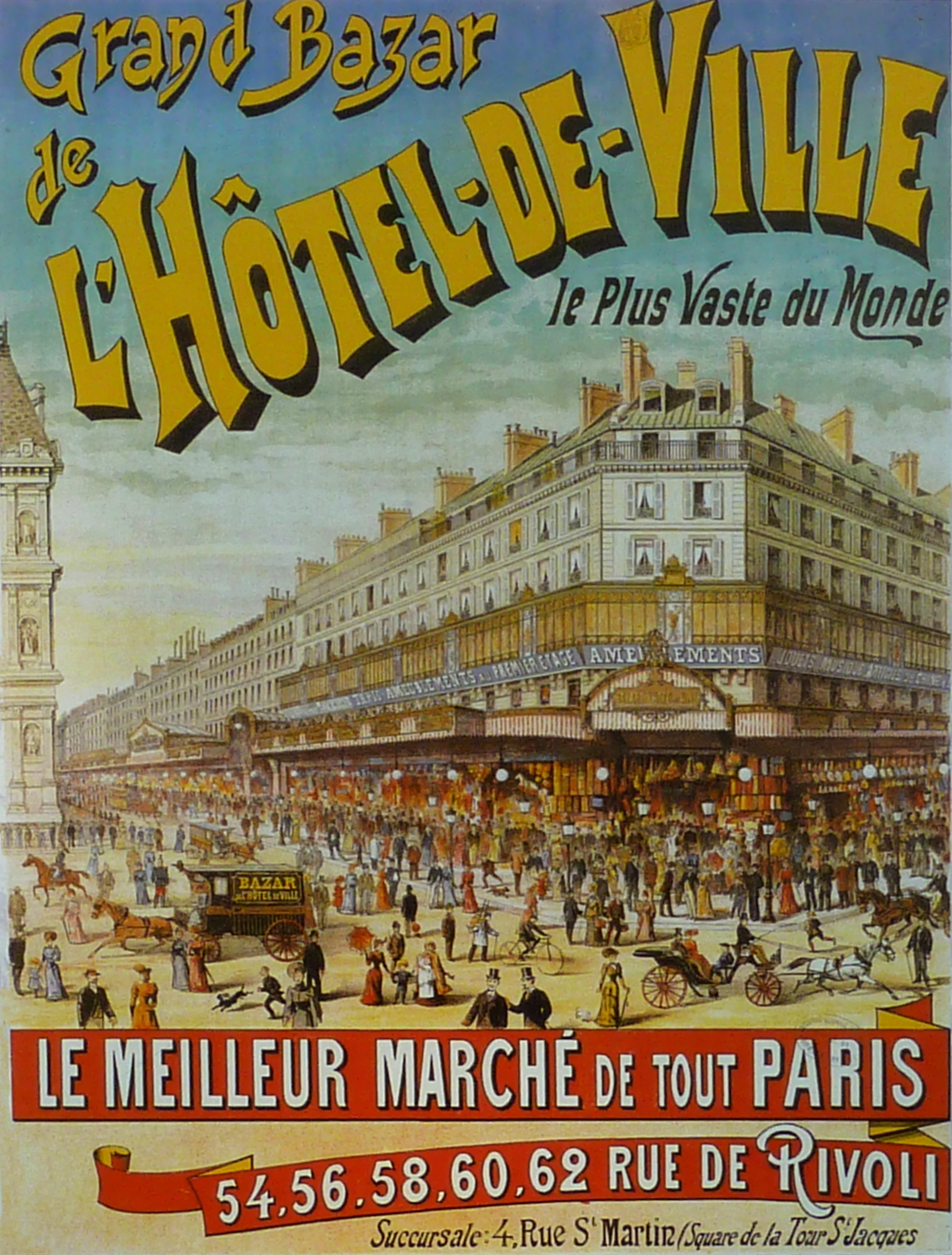
ملصق للبازار منذ عام 1891

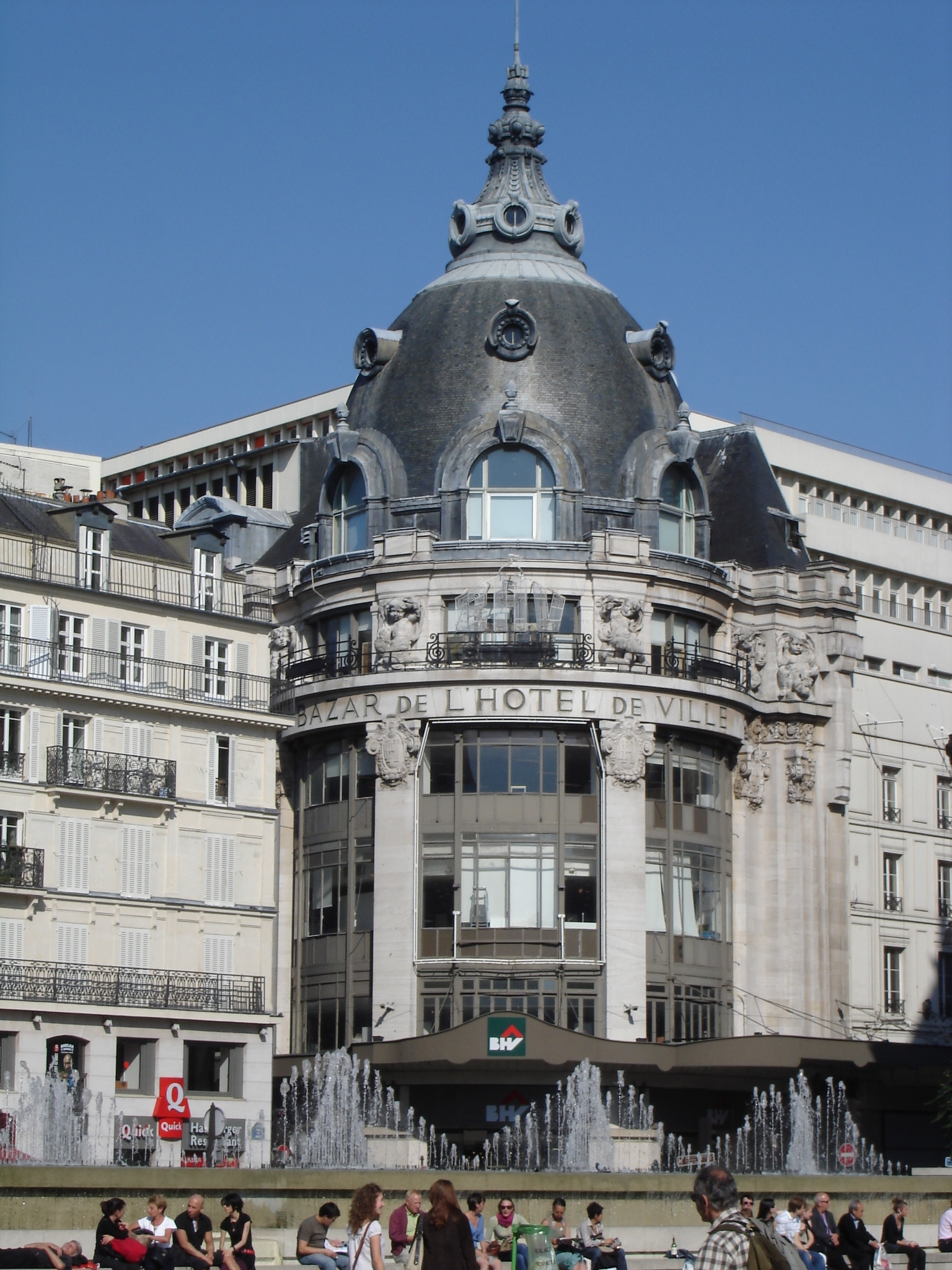
BHV من ساحة قصر البلدية - ساحة التحرير

بازار قصر المدينة أو BHV، BHV هو متجر عام كبير يملكه غاليري لافاييت. وهو موجود في باريس، شارع ريفولي، مقابل قصر بلدية باريس لكنه يملك أيضا العديد من المباني الأخرى المجاورة.

## الموقع
يقع بالضبط في حي ماريه الدائرة الرابعة على يمين نهر السين وهو يطل على ساحة قصر البلدية - ساحة التحرير. ويتم القدوم إلى هذا الموقع من قبل محطة مترو أنفاق قصر البلدية (مترو باريس)